# Parafia Pointe Coupee
Parafia Pointe Coupee (ang. Pointe Coupee Parish) – parafia cywilna w stanie Luizjana w Stanach Zjednoczonych. Obszar całkowity parafii obejmuje powierzchnię 590,71 mil2 (1 529,948 km²). Według danych z 2010 r. parafia miała 22 802 mieszkańców. Parafia powstała w 1807 roku.

## Sąsiednie parafie
- Parafia Concordia (północ)
- Parafia West Feliciana (północny wschód)
- Parafia West Baton Rouge (południowy wschód)
- Parafia Iberville (południe)
- Parafia St. Martin (południowy zachód)
- Parafia St. Landry (zachód)
- Parafia Avoyelles (północny zachód)

## Miasta
- Fordoche
- Livonia
- New Roads

## Wioski
- Morganza

## CDP
- Ventress